# Crassula inandensis
Crassula inandensis (лат.) — вид суккулентных растений рода Толстянка (Crassula) семейства Толстянковые (Crassulaceae), естественно произрастающий на территории Квазулу-Натала и Капской провинции Южно-Африканской Республики.

## Название
Родовое латинское название Crassula происходит от латинского слова crassus, — «толстый», в основном из-за присутствия у растений этого рода сочных листьев.
Видовой латинский эпитет inandensis происходит от города Инанда в провинции Квазулу-Натал, Южно-Африканская Республика.

## Ботаническое описание
Многолетники с полегающими или вьющимися ветвями редко достигают длины более 0,6 метра, редковетвистые, преимущественно ветвятся от основания и сохраняют старые листья, которые не опадают. Листья на нижних ветвях имеют черешки длиной до 15 мм, а листья под соцветием сидячие. Форма листьев широкоэллиптическая или эллиптически-яйцевидная, с размерами от 20 до 50 мм в длину и от 15 до 30 мм в ширину (увеличиваются к вершине ветвей). Они имеют тупую форму и резко суженное основание. У верхних листьев обычно неровный или городчатый край, отогнутый, дорзивентрально уплощенный, с верхней стороны темно-зеленый и светлее снизу.
Соцветие представляет собой округлый тирс, с одним или несколькими дихазиями, частично скрытыми внизу листьями, длина цветоноса которого составляет от 10 до 30 мм. Чашечка имеет яйцевидно-продолговатые доли длиной 1-2 мм, с сильно раздутыми вершинами, которые кажутся загнутыми, голые и зеленые. Венчик звездчатый, у основания едва сросшийся, кремовый, реже белый; его лопасти линейно-ланцетные, длиной от 3,5 до 5 мм, от острых до заостренных, ребристые, почти без капюшона, расходящиеся примерно под прямым углом к цветоножкам. Тычинки с белыми пыльниками. Чешуйки поперечно-продолговатые, размерами 0,3-0,4 х 0,5-0,8 мм, едва выемчатые, мало суженные к основанию, мясистые, от белого до бледно-желтого цвета.

## Распространение и экология
Вид зарегистрирован в нескольких населенных пунктах Натала и Транскея от Eshowe до близ Умтаты. Он встречается на затененных влажных местах в лесах вдоль ручьев, на лугах и саваннах под откосом, прибрежной полосе Индийского океана и в местных лесах.
Для этого вида характерны сильно раздутые верхушки чашечек и две пары листьев под соцветием, которые обычно самые большие и имеют между собой очень короткие междоузлия.

## Таксономия
Crassula inandensis Schönland & Baker f., первое упоминание в J. Bot. 36: 364 (1898).

### Синонимы
Гомотипные (основанные на одном и том же номенклатурном типе):
- Septimia inandensis (Schönland & Baker f.) P.V.Heath

Гетеротипные (основанные на разных номенклатурных типах):
- Crassula wyliei Schönland